# Warugede
Warugede is een bestuurslaag in het regentschap Cirebon van de provincie West-Java, Indonesië. Warugede telt 4903 inwoners (volkstelling 2010).